# Søre Spytøyna
Søre Spytøyna est une île dans le landskap Sunnhordland du comté de Vestland. Elle appartient administrativement à Øygarden.

## Géographie
Rocheuse et désertique, à fleur d'eau, elle s'étend sur environ 55 m de longueur pour une largeur approximative de 41 m. Au nord de l'île se trouve Nordre Spytøyna, autre ilot de même dimension.